# Марк Лициний Крас
Вижте пояснителната страница за други личности с името Марк Лициний Крас.
Марк Лициний Крас Дивес (на латински: Marcus Licinius Crassus Dives, M•LICINIVS•P•F•P•N•CRASSVS) е римски политик, пълководец и триумвир.
Той командва десния фланг на армията на Сула в битката при Колинската врата, потушава робското въстание водено от Спартак и влиза в политически съюз, известен като Първи триумвират, с Помпей Велики и Юлий Цезар. Твърди се, че притежавал повече от сто и петдесет милиона сестерции в пика на своето богатство. Той е един от най-богатите хора през тази ера и е една от най-богатите исторически личности. Въпреки това Крас все още жадува за военно признание и получаване на триумф – желание, което го води в Сирия, където е победен и убит в битката при Кара от партския пълководец Сурена.

## Произход и ранни години
Марк Лициний Крас произходжа от древния плебейски род на Лициниите. Той е третият и най-млад син на Публий Лициний Крас Дивес (консул през 97 пр.н.е. и цензор през 89 пр.н.е.). Единият от братята му умира по времето на Съюзническата война (91 – 88 пр.н.е.), баща му и другият му брат са убити или се самоубиват, за да избегнат плен по времето на чистката на Гай Марий през 87 пр.н.е.
Дядото на Крас е Марк Лициний Крас Агеласт (Marcus Licinius Crassus Agelastus) и за него се знае малко. Този дядо е потомък на Публий Лициний Крас Див (Pontifex Maximus от 212 пр.н.е. до смъртта си през 183 пр.н.е. и консул през 205 пр.н.е.), който е политически съюзник на римския генерал и държавник Сципион Африкански. Крас може да твърди, че произлиза от един човек, който е избран последователно за Понтифекс максимус, цензор, а след това консул, в един доста необичаен хронологичен ред.
Крас и неговите братя израстват заедно в малка скромна къща, въпреки голямото наследствено богатство на семейството и големия успех на баща му. Както е обичайно, двамата по-възрастни братя живеят с родителите си и по-малкия си брат, дори след като вече са женени и имат деца.
След чистките на Марий и последвалата му внезапна смърт, оцелелият консул Луций Корнелий Цина (известен още като свекър на Юлий Цезар) налага конфискуване на имуществото и богатствата на римските сенатори и конници, които са подкрепяли Сула през 88 пр.н.е., по времето на неговия военен поход в Рим и потъпкването на традиционния римски политически ред (Сула, който е консул, навлиза в Рим, когато Гай Марий и народният трибун го свалят от законното командване на армията определена за атака срещу Митридат VI. Публий Лициний Крас Дивес и неговите синове са измежду тези римляни, които подкрепят Сула).
Конфискациите и гоненията на Цина принуждават Крас да избяга в Римска Испания. След смъртта на Цина през 84 пр.н.е. Крас отива в Африка, където се събират привържениците на Сула. Когато Сула навлиза в Италия, след завръщането си от Втората Митридатова война, Крас се присъединява към него и към най-близкия му съюзник Квинт Цецилий Метел Пий. Той командва един от фланговете на армията в битката при Колинската врата, където останалите привърженици на Марий и самнитите правят отчаян опит да изгонят Сула от Рим. Колинската врата е един от входовете към Рим през Стената на Сервий. Крас и командваните от него войски изиграват главна роля за победата на Сула, като по този начин Сула става единствен „господар“ на Рим.

## Издигане до властта и богатството
Следващата грижа на Марк Лициний Крас е възстановяването на семейното му богатство, конфискувано по времето на гоненията на Марий и Цина. Нововъведените от Сула проскрипции гарантират, че оцелелите му привърженици ще си възстановят богатствата, от отнетите такива от богатите привърженици на Гай Марий и Луций Цина. Проскрипции означава, че политическите му врагове губят богатствата и живота си, като на техните роднини от женски пол (по-специално вдовици и овдовели дъщери), се забранява да се омъжват отново и в някои случаи означава, че тяхната надежда за възстановяване на семейното богатство и политическо влияние са унищожени. Крас натрупва част от парите си от проскрипциите, а именно от проскрипциите наложени на човек, който не е бил в списъка за отнеманията, но е добавен впоследствие от Крас, който се възползва от ситуацията, за да отнеме богатствата на този човек.
Останалото богатство на Крас е придобито по по-традиционен за римляните начин: чрез търговия с роби, от сребърни мини, с разумно закупуване на земя и къщи – особено тези на гражданите, засегнати от проскрипциите. Най-известно е придобиването на изгорели къщи: когато Крас получи сведение, че има горяща къща, той пристига и закупува обречения имот заедно с обграждащите го сгради за скромна сума. След това „армията“ му от 500 клиенти гаси огъня, преди да е нанесъл необратими щети. Клиентите на Крас използвали римския метод за борба с пожарите – горящата сграда се събаря, за да се предотврати разпространяването на огъня.
След възстановяването на богатството си, Крас трябва да се погрижи и за политическата си кариера. Като привърженик на Сула и най-богат човек в Рим, а и като човек, произлизащ от семейство на консули и претори, политическото бъдеще на Крас очевидно е гарантирано. Проблемът му е, че въпреки военните си успехи, той е засенчван от съвременника си Помпей Велики, който изнудва диктатора Сула, да му присъди триумф за победа в Африка, срещу „опърпана група“ от римски дисиденти. За първи път в историята на Рим се случват две неща: първо Помпей дори не е претор, условие, заради което през 206 пр.н.е. е отказан триумф на великия Сципион Африкански, който е донесъл на Рим цяла провинция в Испания. Второто е, че Помпей побеждава колеги римляни; има прецедент когато консулът Луций Юлий Цезар (роднина на Юлий Цезар) е награден с триумф за малка победа срещу италианци в Съюзническата война. Но все пак до 82 пр.н.е., никога не е присъждан триумф на римлянин за победа над друг римски военачалник. Съперничеството на Крас с Помпей и завистта му за триумфа на последния, ще оказва влияние в последващата му кариера.

## Въстание на робите
Крас се издига постепенно по политическата стълба (виж cursus honorum), докато обичайната римска политика не е прекъсната от две събития – Третата Митридатова война и въстанието на Спартак – организирано въстание на множество римски роби, продължило две години (от лятото на 73 до пролетта на 71 пр.н.е.) и предвождано от Спартак. Най-добрият римски военачалник, Луций Лициний Лукул (консул през 74 пр.н.е.), е изпратен да победи Митридат, последван скоро от брат си, Марк Теренций Варон Лукул (консул през 73 пр.н.е.), който заминава като проконсул на Македония. Помпей е изпратен в Римска Испания да победи Квинт Серторий, последният действащ генерал на Марий и почти се проваля в този опит за победа. Помпей успява да победи, само защото Серторий е убит от един от собствените си командири.
Сенатът първоначално не приема бунта на робите сериозно, докато не става ясно, че самият град Рим е застрашен. Крас предлага да въоръжи, тренира и поведе новобранци на свои разноски, след като няколко легиона са победени и командирите им са убити в битка или взети като военнопленници. В крайна сметка Крас е направен претор и изпратен от сената да се бие със Спартак. В началото той има проблеми с предвиждането на ходовете на Спартак и с вдъхновяването на армията си, и повдигането на морала в редиците, но по-късно започва да използва метода на децимация за легиони, които отстъпват от битка. Тази тактика макар и ефективна за вдъхновяване (или убеждаване) на останалите бойци, не води до спечелване на любовта на войниците или уважението на римския народ.
Заповедта на Крас за децимацията на войниците е тълкувана от съвременниците му като акт на „крайна жестокост“, но тази заповед може да се разглежда през погледа на един млад аристократ, тръгнал на военна кампания за възстановяването на социалния и икономически ред в римска Италия, упълномощен от сената, с който е отчужден. Провал, да се изложи и срам не са възможности, особено не и когато са катализирани от неговия коварен легат Мумий (Mummius), чиито амбиции надвишавали способностите му, резултат от което е първата загуба на Крас от Спартак. Ако такава намеса срещу авторитета на Крас като генерал не е своевременно наказана, то войниците му, вече деморализирани, със сигурност щяха да бъдат по-неефективни, което не отговаря на амбициите на техния генерал.
Крас се опитва да хване Спартак в Южна Италия, но робите успяват да се измъкнат. По-късно, когато римските армии водени от Помпей и Варон Лукул се връщат към Италия, Спартак решава, че е по-добре да се бие, отколкото да се окаже в капан между три армии. В тази последна битка Крас печели решителна победа и пленява шест хиляди души от разбунтувалите се роби. Смята се, че Спартак е убит в битката, въпреки че тялото му никога не е намерено. Шестте хиляди пленени роби, участвали във въстанието, са разпънати на кръстове по заповед на Крас по протежение на пътя Виа Апия.
Крас печели войната срещу въстаналите роби, но неговият конкурент Помпей му открадва победата с изпращането на писмо до Сената, в което Помпей иска разрешение за приключване на войната. Това предизвиква силно напрежение между Помпей и Крас, което по-късно е уталожено от Юлий Цезар. Крас е удостоен само с овация, въпреки че спасява Рим от разграбване и убийства, за което вероятно заслужава триумф. В резултат на това неприязънта на Крас към Помпей нараства.
Скоро след това Крас все пак е избран за консул заедно с Помпей през 70 пр.н.е. През тази година той демонстрира богатството си, като гощава богато населението, отрупвайки с храна 10 хиляди маси и раздавайки на всяко семейство жито, достатъчно за три месеца.

## Късна кариера
През 65 пр.н.е. Крас е избран за цензор заедно с Квинт Лутаций Катул. През това десетилетие Крас е покровител на Цезар, финансира и успешната му кампания да стане Понтифекс максимус. Посредничеството на Цезар между Крас и Помпей води до сключване на съюз между тримата – известен като Първи триумвират, това се случва през 60 пр.н.е. Този троен съюз просъществува до смъртта на Крас.
През 55 пр.н.е. Крас отново става консул заедно с Помпей и е приет закон, който дава управлението на провинциите Испания и Сирия, съответно на Помпей и Крас, за по пет години.

## Сирия, смърт на Крас
Крас получава провинция Сирия, която обещавала да бъде неизчерпаем източник на богатства. Но Крас освен за богатства има желание и за военна слава, което го кара да премине река Ефрат в опит да завладее Партското царство. Той атакува Партското царство не само заради огромните му богатства, но и в опит да отговори на военните успехи на двамата си конкуренти Помпей и Цезар. Царят на Велика Армения, Артавазд II предлага на Крас помощ от близо 50 000 войника, при условие че римляните нападнат от територията на Армения, така царят да има възможност да осигури войската. Крас отказва и нахлува през р. Ефрат. През 53 пр.н.е, неговите легиони са победени при Кара (сега Харан, Турция), от далеч по-малобройна партска армия. Римските легиони се състоят главно от пехота и не са подготвени за бързата кавалерия от умели ездачи-стрелци, с която атакуват партите; същият тип атака, която по-късно увековечава Чингис хан. Партите приближават, докато римляните се окажат в обхвата на лъковете им, изстрелват залп стрели, след което отстъпват, после пак повтарят атаката. Те могат да стрелят дори и назад, докато конете им отстъпват, увеличавайки ефективността на смъртоносните си атаки. Крас отказва предложението на Гай Касий Лонгин, римляните да се разгърнат по традиционния си начин за водене на битки, и нарежда легионите да се построят във формация „костенурка“, мислейки че в крайна сметка партите ще останат без стрели.
Впоследствие в армията на Крас започва да назрява бунт и войниците настояват за преговори с партите, които предложили да се срещнат с него. Крас пада духом, след като синът му Публий е убит в битката, и се съгласява за среща с генерала на врага. По време на срещата, партски войник дръпнал юздите на коня на Крас, разпалвайки схватка. Крас и военачалниците му са убити. Твърди се, че след смъртта му, в гърлото му е излято разтопено злато – символичен жест на подигравка с прочутата алчност на Крас.
В биографията на Крас, написана от Плутарх, се споменава, че по време на веселието и пировете в чест на сватбата между сестрата на Артавазд II и Пакор I – син и наследник на партския цар Ород II в град Арташат, главата на Крас е донесена на Ород. Докато двамата царе се наслаждавали на изпълнение на трагедията на Еврипид „Вакханки“, един от актьорите взел главата и изпял следните стихове (също от „Вакханки“): Носим от планината / филиз – прясно нарязан към двореца / Чудесна плячка.

## Хронология
- 115 пр.н.е. – роден е Марк Лициний Крас.
- 97 пр.н.е. – Баща му е консул в Рим.
- 87 пр.н.е. – Крас бяга в Римска Испания от режима на Марий.
- 84 пр.н.е. – Присъединява се към Сула срещу Мариите.
- 78 пр.н.е. – Сула умира.
- 74 пр.н.е. – Въстанието на Спартак.
- 73 пр.н.е. – Крас става претор.
- 71 пр.н.е. – Крас разбива Спартак.
- 70 пр.н.е. – Консулство на Крас и Помпей.
- 65 пр.н.е. – Крас е цензор заедно с Квинт Лутаций Катул.
- 63 пр.н.е. – Заговорът на Катилина
- 59 пр.н.е. – Формиран е Първият триумвират. Юлий Цезар е консул.
- 56 пр.н.е. – Среща между тримата в град Лука.
- 55 пр.н.е. – Второ консулство на Крас и Помпей.
- 54 пр.н.е. – Кампания срещу партите.
- 53 пр.н.е. – Крас умира след битката при Кара.

### Антична литература
- В Успоредни животописи Плутарх описва живота на Крас наред с този на Никий.
- Плутарх, Крас и Живота на Крас ((en))
- Дион Касий, книга 40 ((en))
- Цицерон, писма ((en))

### Модерна литература
- Bivar, A.D.H. (1983). „The Political History of Iran Under the Arsacids“ в The Cambridge History of Iran (Vol 3:1), 21 – 99. Edited by Ehsan Yarshater. London, New York, New Rochelle, Melbourne, and Sydney: Cambridge University Press. ISBN 0-521-20092-X.
- Marshall, B A: Crassus: A Political Biography (Adolf M Hakkert, Amsterdam, 1976)
- Ward, Allen Mason: Marcus Crassus and the Late Roman Republic (University of Missouri Press, 1977)
- Twyman, Briggs L: critical review of Marshall 1976 and Ward 1977, Classical Philology 74 (1979), 356 – 61
- Hennessy, Dianne. Studies in Ancient Rome.   Thomas Nelson Australia, 1990. ISBN 0-17-007413-7.
- Holland, Tom. Rubicon: The Triumph and Tragedy of the Roman Republic.   Little, Brown, 2003.
- Sampson, Gareth C: The defeat of Rome: Crassus, Carrhae & the invasion of the east (Pen & Sword Books, 2008) ISBN 978-1-84415-676-4.
- Marcus Licinius Crassus
- Lang, David Marshall: Armenia: cradle of civilization (Allen & Unwin, 1970)